# Yasu Sulci
Gli Yasu Sulci sono una struttura geologica della superficie di Tritone.